# Endanflug

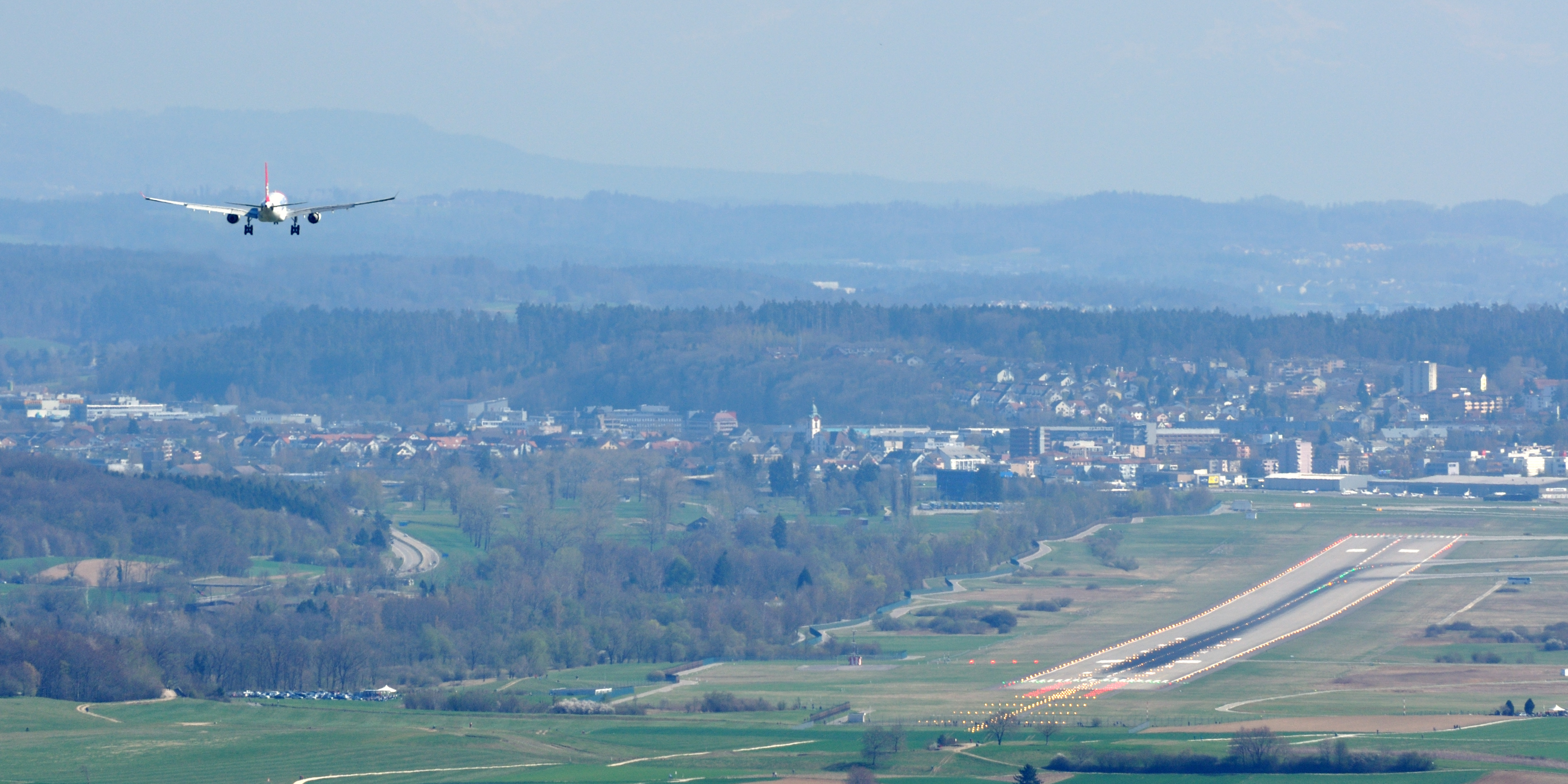
Eine A330 im Endanflug auf den Flughafen Zürich

Die Flugphase Endanflug (engl.: Final approach) bezeichnet in der Luftfahrt den letzten Teil des Landeanfluges.
Er beginnt, wenn sich das Fluggerät im Endanflugsektor (final approach area)  auf der Schnittstelle von der Endanflughöhe und der Endanflugfläche (engl. final approach level) der Entscheidungshöhe befindet. 
Bei unkontrollierten Flugplätzen wird meist vorher eine Platzrunde geflogen.
Der Abschluss des Endanflugs ist in der Regel der Beginn der Landung, alternativ ein missed approach.
Gelegentlich muss die Flugstrecke, z. B. unter widrigen Wetterbedingungen (Blitzeis, Nebel, Gewitter) über dem Zielflugplatz, auf einen Ausweichflugplatz geändert werden.

## Ablauf des Endanfluges

### Endanflug bei Flügen nach Sichtflugregeln (VFR)
Beim Sichtflug wird normalerweise vorher eine Platzrunde geflogen.  
Als Endanflug wird bei Flügen nach Sichtflugregeln der Teil der Platzrunde bezeichnet, der direkt zur Landebahn in Landerichtung geflogen wird. Ihm voran geht der Queranflug.

### Endanflug beim Präzisions-Instrumenten Anflug (ILS-Approach)
Hierfür wird das Instrumentenlandesystem des Zielflugplatzes genutzt. 
Beim ILS ist der Start des Finalsegments der FAP (Final Approach Point). Das Segment endet je nach ILS-Kategorie (englisches Kürzel CAT) des Flugplatzes in einer Entscheidungshöhe größer/gleich 200 Fuß (CAT I), 100 bis kleiner 200 Fuß (CAT II) und unter 100 Fuß (CAT III) über der Schwellenhöhe der Landebahn. Der Gleitwinkel für ILS-Anflüge muss laut ICAO zwischen 2,5° und 3,5° für CAT I und zwingend auf 3° für CAT II/III gehalten werden.
Die daraus resultierende Sinkrate ist abhängig von der Eigengeschwindigkeit des Luftfahrzeuges und kann überschlägig mit folgender Faustformel errechnet werden:
VGS Geschwindigkeit über Grund in Knoten * 5 = Sinkrate in Fuß pro Minute
Das Final Approach Segment endet mit dem Beginn der Landung oder dem Abbruch des Landeanflugs (missed approach), wenn die Besatzung bei Erreichen der Entscheidungshöhe die Landebahn nicht eindeutig identifizieren kann oder ein anderes Problem vorliegen sollte.

### Endanflug von Flugzeugen an militärischen Flugplätzen
Ein Flugzeug wird vom Präzisionsanflugradar durch einen Fluglotsen übernommen und verbal zur Entscheidungshöhe (200ft GND - above Touch Down Zone Elevation) geführt. An dieser Stelle muss der Pilot die Landebahn in Sicht haben um den Anflug visuell zu beenden. Ist dies nicht der Fall, ist ein, vorher durch den Lotsen festgelegtes, Fehlanflugverfahren (Missed Approach Procedure) einzuleiten.

## Risiken im Endanflug
Plötzlich auftretende Turbulenzen im Anflugsektor sind bei einem im Anflug befindlichen Luftfahrzeug in der Lage, dieses in einen instabilen Anflug zu bringen und unsanft auf die Piste zu drücken, was im Extremfall zur Beschädigung des Flugzeuges und zum Schaden an Personen führen kann. Auch besteht die Gefahr, von Scherwinden erfasst zu werden, was ebenfalls eine Gefährdung der Landung darstellt.

### Abbruch des Anfluges
Zwingende Gründe für einen Abbruch sind: 
- unzureichende Sicht in der Entscheidungshöhe
- anhaltende erkannte Windscherung
- unstabiler Anflug
- blockierte Piste

Mögliche Konsequenzen eines abgebrochenen Anfluges: 
- Verspätung
- Ausweichen zum Ausweichflugplatz
- Verunsicherung der Passagiere
- höhere Anforderungen an die Piloten/Lotsen etc.
- höherer Kerosinverbrauch

## Endanflug im Segelflugsport

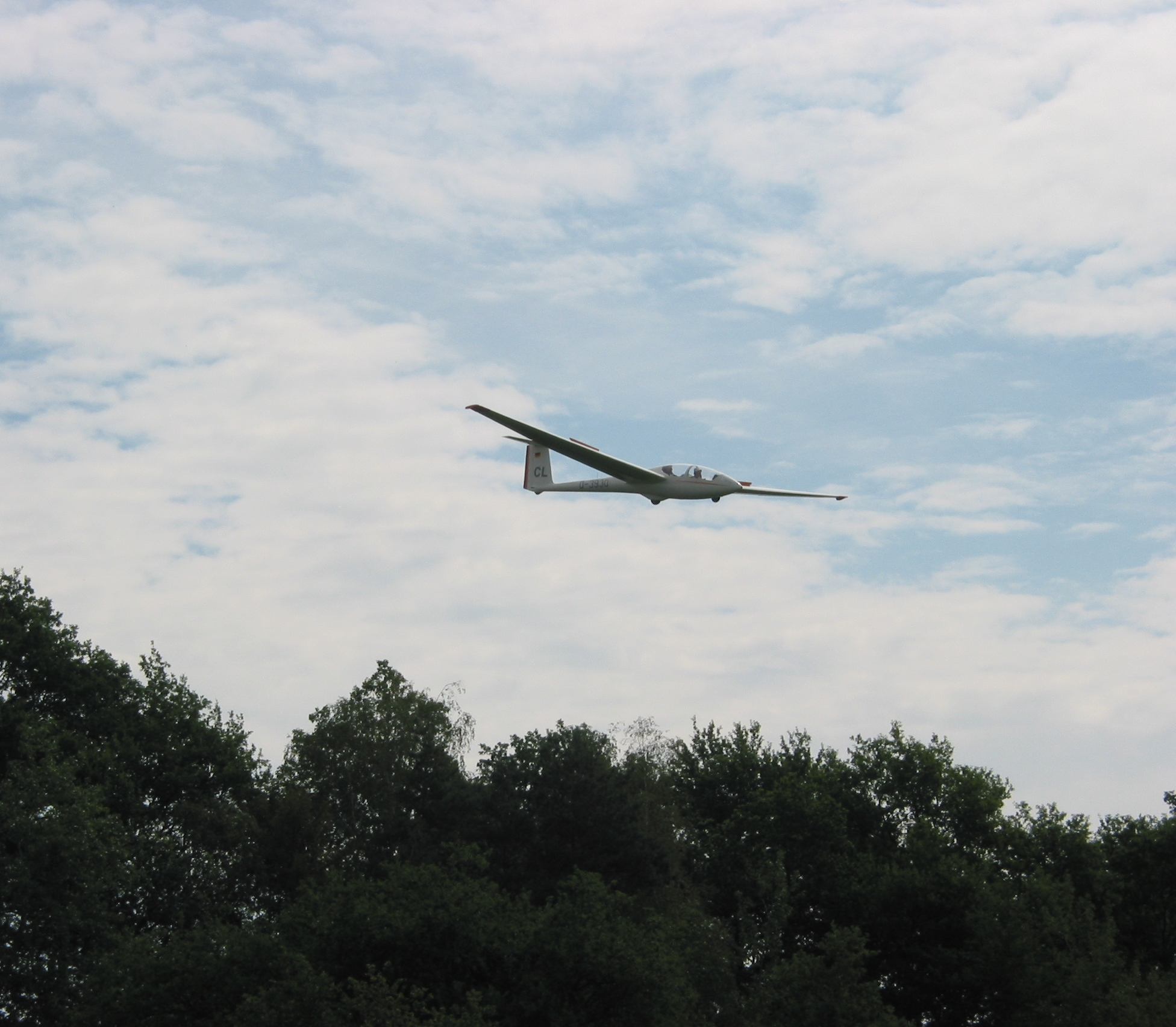
ASK 21 im Endanflug

Im Segelflug, insbesondere auf Streckensegelflug, hat der Begriff Endanflug eine noch weitere Bedeutung. Als Endanflug wird hier der letzte geradeaus gerichtete Gleitflug ohne weiteren Aufwind vor dem Erreichen der Platzrunde des Zielflugplatzes bezeichnet. Bei ihm gilt es, die zuvor erreichte Flughöhe leistungsoptimal zu verbrauchen. Grundlage dafür ist die Geschwindigkeitspolare bzw. die Gleitzahl des jeweiligen Segelflugzeugs. Beim Segelflug soll die letzte Kurve in einer Höhe von mindestens 100 Metern über der aktuellen Platzhöhe beendet sein. Der Endanflug wird mit einer Sicherheitsreserve (Höhe und Geschwindigkeit) begonnen. Ein leistungsoptimaler Endanflug wird häufig unterhalb der benötigten Höhe begonnen, da durch geschickte Flugwegwahl erreicht werden kann, mehr durch aufsteigende denn durch abfallende Luftmassen zu fliegen und so im Endanflug im Geradeausflug die noch benötigte Höhe erflogen wird. Nur wenn das Verlassen des Endanflugaufwinds auch mit dem Ende der Konvektion zusammenfällt, wird auch beim leistungsoptimalen Endanflug eine Sicherheitsreserve erkurbelt. 
Für Wettbewerbsflieger ist es von großer Bedeutung, genau zu berechnen oder sich von einem Endanflugrechner berechnen zu lassen, aus welcher Höhe der Zielort erreicht werden kann. Denn wenn eine ausreichende Höhe erreicht ist, kann auf zeitraubendes Kreisen im Aufwind verzichtet werden, und es erhöhen sich die Durchschnittsgeschwindigkeit und die Chancen auf den Sieg.